# Gjaerumia
Gjaerumia är ett släkte av svampar. Gjaerumia ingår i familjen Gjaerumiaceae, ordningen Georgefischeriales, klassen Exobasidiomycetes, divisionen basidiesvampar och riket svampar.
| Gjaerumia | \| \| Gjaerumia ossifragi \| \| \| \| |
|           | \| \| Gjaerumia ossifragi \| \| \| \| |
|           | Gjaerumia ossifragi                   |
|           |                                       |

|  | Gjaerumia ossifragi |
|  |                     |